# Ариш (град)
Ариш (арап. العريش) је град у Египту у гувернорату Северни Синај. Према процени из 2008. у граду је живело 146.758 становника.

## Становништво
Према процени, у граду је 2008. живело 146.758 становника.
| 1986.  | 1996.   | 2006.   |
| ------ | ------- | ------- |
| 67.337 | 100.447 | 138.195 |